# Aeroportul Internațional Montréal–Mirabel
Aeroportul Internațional Montréal–Mirabel (IATA: YMX, ICAO: CYMX) este un aeroport din Mirabel⁠(d), Laurentides⁠(d), Provincia Québec, Canada ce deservește zona Montréal. Aeroportul a fost tranzitat în 2012 de 0 pasageri. A fost deschis în 4 octombrie 1975 și numit după zona deservită.
Situat la o altitudine de 82 m, aeroportul dispune de 2 piste. Este operat de Aéroports de Montréal⁠(d).

## Infrastructură

### Piste
Aeroportul dispune de 2 piste. Pista 06/24 are suprafața de beton și dimensiunile 3.658 m × . Pista 11/29 are suprafața de beton și dimensiunile 3.658 m × . 